# Брадли Мазику
Брадли Мазику е футболист от Република Конго, ляво крило.

## Биография
Юноша на Орлеан Франция от 2013, играе като ляв бек, но се справя успешно и като ляв халф и ляво крило. През 2014 е желан в школата на Монако Франция, но в крайна сметка през юли 2014 преминава в школата на Лориан Франция. През сезон 2015/16 прави неофициален дебют за тима в контролата със Стад Брест Франция. През сезон 2016/17 започва да тренира с първия състав на тима, но не успява да запише официален дебют. От 6 юли 2017 до 30 юни 2018 е под наем в Дюнкерк Франция като изиграва 21 мача с тима. От 1 юли 2018 до края на юни 2019 е под наем в Шоле Франция като записва 25 мача с отбора. На 20 август 2019 е привлечен в ЦСКА. Носител на купата на България за сезон 2020/21.

## Успехи
ЦСКА (София)
- Купа на България (1): 2021